# ادوارد خیل
ادوارد آناتولیِوچ خیل (روسی: Эдуа́рд Анато́льевич Хиль؛ IPA: [ɨdʊˈart ɐnɐˈtolʲjɪvʲɪt͡ɕ ˈxʲilʲ]؛ ۴ سپتامبر ۱۹۳۴ – ۴ ژوئن ۲۰۱۲) خواننده باریتون اهل شوروی بود. او بین سال‌های ۱۹۵۵ تا ۲۰۱۲ میلادی فعالیت می‌کرد و برندهٔ جایزهٔ هنرمند مردمی جمهوری شوروی فدراتیو سوسیالیستی روسیه شده‌است.